# Nevermind It’s an Interview
Nevermind It’s an Interview — единственный официальный интервью-альбом американской гранж-группы Nirvana, выпущенный в 1992 году на лейбле Geffen Records.

## Организация интервью
Идея выпустить промозапись возникла у музыкантов Nirvana после того, как они устали отвечать на одни и те же вопросы снова и снова во время обычных интервью. Радиоведущие почти ничего не знали о группе, кроме того, что они выпустили мегахит «Smells Like Teen Spirit». Было решено сделать одну обширную сессию вопросов и ответов, добавить туда несколько редких записей, и разослать их на радиостанции по всему миру.
Курт Томас, работавший на бостонском радио WFNX-FM, встретился с музыкантами Nirvana за день до их выступления в программе Saturday Night Live, а также в день специального выступления для MTV. Новоселич и Грол дали два отдельных интервью вечером после выступления для MTV. «Кобейну было назначено интервью на то же время, но он представил меня своей матери и потом буквально испарился, пока я брал интервью у его коллег по группе», — вспоминал Томас. Вечером журналисту позвонили и сказали, что интервью состоится завтра, перед выступлением на SNL. «Кобейн был одной большой загадкой для меня. Он согласился дать интервью, но в то же время намеренно усложнял процесс».
На следующий день Томас встретил Новоселича и Грола с семьями, а также Курта Кобейна с его новой подругой Кортни Лав возле отеля. Они отправились на студию SNL, где стали готовиться к выступлению. «Курт не сказал мне ни слова за всё время, — вспоминал Томас. — Затем неожиданно он взглянул мне в глаза и сказал: „Я не собираюсь тебя обманывать“». И действительно, после концерта Курту Томасу наконец удалось поговорить с Кобейном в номере отеля:
Комната Кобейна являлась сюрреалистическим отражением образа жизни суперзвезды. Она была полностью разрушена и совершенно дезорганизованна. Окурки на ковре, разбросанная по полу одежда, полотенца повсюду. […] Находясь там, я начал нервничать. Интервью с Кобейном только усилило это ощущение. Его взгляд пронзал тебя. Он обладал харизмой, силой и обаянием, и ещё он отлично определял неискренность. Он мог заставить тебя чувствовать себя таким незначительным, просто взглянув на тебя и не говоря ни слова. Но он также мог заставить тебя чувствовать самым крутым человеком в мире. Мы попросили убрать в комнате, выкурили много сигарет, и даже поговорили о хит-сингле Нирваны, который этой ночью разрывал чарты и бил рекорды продаж по всему миру.

## Выпуск альбома
В апреле 1992 года (по другим данным — 31 марта 1992 года) Geffen Records выпустила промо-CD, содержащий несколько записей концертных выступлений Nirvana, а также выдержки из интервью участников группы Курту Томасу с бостонского радио WFNX. Nirvana детально рассказала о своей истории, что крайне редко происходило в общении с журналистами. В Geffen Records дополнили эти интервью несколькими живыми записями и отправили диск в несколько радиостанций. На некоторых станциях диск воспроизводили как есть, но иногда вырезали ответы музыкантов, будто бы их интервьюировали прямо в местной студии.
Большая часть песен не была записана целиком, за исключением «Smells Like Teen Spirit», «Territorial Pissings», «About a Girl», «Drain You», «On a Plain» и «School». Последние четыре трека были записаны на концерте в канун Хэллоуина, прошедшем в Театре Парамаунт в Сиэтле 31 октября 1991 года.
В настоящее время альбом считается большой редкостью, но в то же время он доступен в конце iTunes-версии сборника With the Lights Out.

## Список композиций
Все песни неполные и записаны в студии, если не указано другое. Концертные записи песен «Drain You» и «School» были также выпущены на сингле «Come as You Are».

### Трек 1
- «Breed»
- «Stay Away»
- «School»
- «Mr. Moustache»
- «Sifting»
- «In Bloom»
- «Spank Thru»
- «Floyd the Barber»
- «Scoff»
- «Love Buzz»
- «About a Girl» (концертная запись, полностью)
- «Dive»
- «Sliver»
- «Aneurysm» (концертная запись, полностью)

### Трек 2
- «Lithium»
- «Even in His Youth»
- «Drain You» (концертная запись, полностью)
- «Something in the Way»
- «Come as You Are»
- «Polly»
- «In Bloom»
- «Smells Like Teen Spirit»
- "On a Plain " (концертная запись, полностью)
- «Stay Away»
- «Endless, Nameless»

### Трек 3
- «Molly’s Lips» (концертная запись)
- «Stain»
- «School» (концертная запись, полностью)
- «Big Cheese»
- «Been a Son»
- «Territorial Pissings» (полностью)
- «Smells Like Teen Spirit» (полностью)